# جولیا سوارز
جولیا سوارز (انگلیسی: Julia Suarez؛ زادهٔ ۱ نوامبر ۱۹۹۶) بازیکن فوتبال اهل پرو است.
وی همچنین در تیم‌های ملی فوتبال Peru women's national football team بازی کرده‌است.